# Zbigniew Jethon
Zbigniew Edward Jethon (ur. 18 lutego 1929 w Kołomyi, zm. 18 stycznia 2015) – polski lekarz wojskowy (pułkownik), specjalista medycyny lotniczej.

## Życiorys
Urodził się 18 lutego 1929 roku. W 1947 ukończył Liceum Ogólnokształcące w Białogardzie. W latach 1949−1957 pracował w Zakładzie Fizjologii ówczesnej Akademii Medycznej we Wrocławiu. Na tej uczelni w 1953 roku ukończył studia lekarskie.
W kwietniu 1953 roku został powołany do wojska jako żołnierz zawodowy i służył w armii do 1980 roku. W 1957 roku ukończył specjalizację z medycyny lotniczej pierwszego stopnia i podjął pracę w Wojskowym Instytucie Medycyny Lotniczej, początkowo był kierownikiem Pracowni Fizjologii Ogólnej. Dwa lata później uzyskał drugi stopień specjalizacji. W 1960 roku obronił stopień doktora medycyny. Był stażystą w Instytucie Medycyny Lotniczej i Kosmicznej w Moskwie i w Wojskowej Akademii Medycznej w Leningradzie. W 1967 roku otrzymał stopień doktora habilitowanego na podstawie pracy "Współzależność zaburzeń hemodynamicznych i oddechowych podczas działania nadciśnienia oddechowego stałego". W latach 1967−1970 był komendantem WIML, w latach 1970-1980 kierownikiem Zakładu Fizjologii w Wojskowym Instytucie Higieny i Epidemiologii. W 1973 roku został profesorem nadzwyczajnym.
W latach 1980–1983 kierował Katedrą Fizjologii Człowieka i Ergonomii, a od 1983 do 1987 Katedrą Fizjologii Człowieka i Zwierząt na Uniwersytecie Śląskim w Katowicach, od sierpnia 1982 do kwietnia 1984 był dziekanem Wydziału Biologii i Ochrony Środowiska UŚ. Od stycznia 1981 do kwietnia 1982 był również dyrektorem Instytutu Sportu w Warszawie, w 1983 otrzymał tytuł profesora zwyczajnego. W latach 1987–1992 był kierownikiem Katedry Medycyny Sportu i Higieny Akademii Wychowania Fizycznego we Wrocławiu, a w latach 1994-1999 kierownikiem Katedry Higieny Akademii Medycznej we Wrocławiu. W latach 1994–1997 kierował ogólnopolskim Kolegium Kierowników Katedr Higieny i Medycyny Zapobiegawczej. Od 1997 do 2005 pracował w Katedrze Fizjologii Wysiłku i Higieny Akademii Wychowania Fizycznego we Wrocławiu. W latach 2005–2007 był profesorem Państwowej Wyższej Szkoły Zawodowej im. Witelona w Legnicy, w latach 2002-15 profesorem i kierownikiem Katedry Nauk Medycznych w Wyższej Szkole Fizjoterapii we Wrocławiu (2000-2015).
Zajmował się w swoich badaniach fizjologią człowieka, m.in. zagadnieniem pracy w warunkach ekstremalnych, wpływem metali ciężkich na człowieka, stresem oksydacyjnym, fizjologicznymi podstawami rehabilitacji; opracował fizjologiczne założenia dla konstrukcji wysokościowego ubioru kompensacyjnego pilotów, schematy adaptacji wysiłkowej żołnierzy, fizjologiczne podstawy treningu kondycyjnego pilotów, normy ekspozycji na wibracje stochastyczne i charakterystykę wydolności fizycznej żołnierzy poszczególnych służb. Był autorem ponad 400 prac naukowych.
W 1976 opublikował Działalność operatorowa - nowa postać pracy człowieka, w 1977 w serii wydawniczej Omega (tom 311) Wiedzy Powszechnej Bariery ludzkich możliwości, w 1994 Ekologia człowieka w wychowaniu fizycznym i sporcie.
Był członkiem Komitetu Kultury Fizycznej PAN (1964-1968), Komitetu Nauk Fizjologicznych PAN (1966-1987), Komitetu Narodowego Badania Przestrzeni Kosmicznej PAN (1967-1970), Komitetu Ekologii PAN (1970-1971, 1978-1981), Komitetu Ergonomii PAN (1975-1984), Komisji ds. Badań i Pokojowego Wykorzystania Przestrzeni Kosmicznej (1967-1971). Należał do Polskiego Towarzystwa Fizjologicznego (od 1961), Polskiego Towarzystwa Astronomicznego (1961-1970), Polskiego Towarzystwa Medycyny Sportowej (1965-1970), Polskiego Towarzystwa Higieny Psychicznej (1968-1972), Polskiego Towarzystwa Medycyny Pracy (od 1968), członkiem założycielem (1977) i pierwszym prezesem Polskiego Towarzystwa Ergonomicznego (1977-1980), członkiem International Standarization Organization (ekspertem krajowym tej organizacji w latach 1977-1986), i International Ergonomics Association (od 1979). W latach 1967–1988 należał do PZPR.
Jest pochowany na Cmentarzu Osobowickim we Wrocławiu.

## Odznaczenia i nagrody
Wielokrotnie wyróżniony nagrodami resortowymi za działalność badawczą (1983, 1985 - I stopnia, 1974- II stopnia, 1985, 1986, 1987 - III stopnia, wyróżnienie - 1979).
Był odznaczony m.in. Krzyżem Kawalerskim (1972) i Oficerskim (1985) Orderu Odrodzenia Polski oraz Złotym Krzyżem Zasługi ,   Odznaką "100-lecia sportu polskiego" (1967) oraz Złotą odznaką „Zasłużony Działacz Kultury Fizycznej” (1974).